# 서울특별시강남서초교육지원청
서울특별시강남서초교육지원청(서울特別市江南瑞草敎育支援廳, Seoul Gangnam Seocho District Office of Education)은 서울특별시 강남 8학군 (강남구, 서초구) 지역 두 개 구(區)만을 관할하는 서울특별시교육청 산하의 교육지원청이다.
교육장은 장학관으로 보한다.

## 산하기관

### 강남구
초등학교
| - 서울개원초등학교 - 서울개일초등학교 - 서울개포초등학교 - 서울구룡초등학교 - 서울논현초등학교 - 서울대곡초등학교 - 서울대도초등학교 - 서울대모초등학교 | - 서울대왕초등학교 - 서울대진초등학교 - 서울대청초등학교 - 서울대치초등학교 - 서울대현초등학교 - 서울도곡초등학교 - 서울도성초등학교 - 서울봉은초등학교 | - 서울삼릉초등학교 - 서울세명초등학교 - 서울수서초등학교 - 서울신구초등학교 - 서울압구정초등학교 - 서울양전초등학교 - 서울언북초등학교 - 서울언주초등학교 | - 서울역삼초등학교 - 서울영희초등학교 - 서울왕북초등학교 - 서울일원초등학교 - 서울청담초등학교 - 서울포이초등학교 - 서울학동초등학교 |

중학교
| - 개원중학교 - 개포중학교 - 구룡중학교 - 단국대학교 사범대학 부속중학교 - 대명중학교 - 대왕중학교 | - 대청중학교 - 대치중학교 - 도곡중학교 - 봉은중학교 - 세곡중학교 - 수서중학교 | - 숙명여자중학교 - 신구중학교 - 신사중학교 - 압구정중학교 - 언북중학교 - 언주중학교 | - 역삼중학교 - 은성중학교 - 중동중학교 - 진선여자중학교 - 청담중학교 - 휘문중학교 |

### 서초구
초등학교
| - 계성초등학교 - 서울교육대학교 부설초등학교 - 서울매헌초등학교 - 서울반원초등학교 - 서울반포초등학교 - 서울방배초등학교 | - 서울방일초등학교 - 서울방현초등학교 - 서울서래초등학교 - 서울서원초등학교 - 서울서이초등학교 - 서울서일초등학교 | - 서울서초초등학교 - 서울신동초등학교 - 서울신중초등학교 - 서울양재초등학교 - 서울언남초등학교 - 서울우면초등학교 | - 서울우솔초등학교 - 서울우암초등학교 - 서울원명초등학교 - 서울원촌초등학교 - 서울이수초등학교 - 서울잠원초등학교 |

중학교
| - 경원중학교 - 동덕여자중학교 - 반포중학교 - 방배중학교 | - 서문여자중학교 - 서운중학교 - 서일중학교 - 서초중학교 | - 세화여자중학교 - 신동중학교 - 신반포중학교 - 언남중학교 | - 영동중학교 - 원촌중학교 - 이수중학교 |

## 같이 보기
- 대한민국 교육부